# Sleep (película)
Sleep (El sueño) es una película del año 1963 dirigida por el artista estadounidense Andy Warhol, que consiste en secuencias de tomas largas de imágenes de su amante John Giorno, durmiendo durante cinco horas y 20 minutos.
La película fue uno de los primeros experimentos de Warhol con la cinematografía, y estuvo creada como una «anti-película». Warhol más tarde extendió esta técnica en su película Empire y sus ocho de duración.
Sleep se estrenó el 17 de enero de 1964, presentada por Jonas Mekas en el Gramercy Arts Theater, como una recaudación de fondos para Film-makers' Cooperative. De las nueve personas que asistieron al estreno, dos dejaron la sala durante la primera hora.